# 中华民国全国运动会
中華民國全國運動會（简称全運會）是中華民國國內規模與等級最大的綜合運動會，始办于晚清宣統二年（1910年）。1949年以前因为局势动荡，间隔不规则的举办，到1948年共举办了7届。在中華民國大陸時期（1912－1949年）实际举办過六届（第1届为辛亥革命后追认）。现在於中華民國自由地區舉辦的中华民国全国运动会，則是由「臺灣省運動會」（簡稱臺灣省運、省運會）和「臺灣區運動會」（簡稱臺灣區運、區運會）改制而来，參賽代表團以直轄市、縣、市為單位。

## 簡介
「台湾省运动会」从1946年第1届开始，到1973年为止，总共举行過28屆。1974年起，因應臺北市、高雄市升格為直轄市，名稱改為「臺灣區運動會」。1999年起，為因應台灣省虛級化，故更名為全國運動會，每兩年舉辦一次。
此外，為推廣非奧亞運的運動，另舉辦參與資格較容易的中華民國全民運動會（簡稱全民會），亦為每兩年舉辦一次，但與全運會交叉舉辦。全運會與全民會均由教育部體育署主管相關事務。

## 比賽項目
|  | - 游泳 - 射箭 - 田徑 - 羽球 - 棒球 - 籃球 - 健美 - 保齡球 - 拳擊 - 卡巴迪 |  | - 輕艇 - 馬術 - 擊劍 - 足球 - 高爾夫 - 體操 - 手球 |  | - 曲棍球 - 柔道 - 空手道 - 現代五項 - 划船 - 橄欖球 - 帆船 - 射擊 - 壘球 |  | - 軟式網球 - 桌球 - 跆拳道 - 網球 - 排球 - 舉重 - 角力 - 武術 - 滑輪溜冰 - 公路自由車賽 |

## 歷屆賽事

### 中華民國大陸時期
- 共舉辦過7屆賽事（1910－1948年），因為國家局勢動盪，間隔不規則地舉辦。

| 屆次 | 時間                 | 發起                                  | 舉辦地                         |
| --- | -------------------- | ------------------------------------- | ------------------------------ |
| 第1届 | 1910年10月18日至22日 | 美国传教士爱克斯纳（D. T. Max Esner） | 南京市南洋劝业场               |
| 传教士爱克斯纳通过上海基督教青年会发起“全国学校区分队第一次体育同盟会”在南京南洋劝业场举行。大会的文件均用英文，量度用英制，器材、服装也都是外国标准。比赛设田径、足球、网球、篮球4个项目。田径有50码、100码、220码、440码、880码賽跑，还有120码低栏，880码接力，跳高、跳远、撑杆跳高，铅球、链球等十二个单项。分高等组、中等组、学校组三组比赛华北、上海、华南、吴宁（苏州、南京）、武汉五区（分别以青、红、紫、蓝、黄五色表示）140名运动员参加。上海区获得总分第一，上海圣约翰大学获学校组第一名。这次运动会在辛亥革命以后被追认为第一届全国运动会。 |                      |                                       |                                |
| 第2届 | 1914年5月22日－24日  | 北京体育竞进会组织                    | 北京市天坛                     |
| 实际负责人为大会秘书长北京基督教青年会干事侯格兰德（A. N. Hoagland），大会一切文件仍用英文。参赛单位：全国分东、南、西、北四部，以黄、红、白、绿四色标示，仅96人。项目增加了队球（排球）、棒球两项，女子体育表演项目。北部总分第一。 |                      |                                       |                                |
| 第3届 | 1924年5月22日－24日  | 熊希龄、张伯苓等9人组成筹备委员会     | 武昌市武昌公共体育场（阅马场） |
| 首次由中國人主办。参赛单位：华东、华南、华西、华北、华中五区13省和马尼拉华侨团体。总分前三：华北、华东、华中。田径比赛中英制單位改為公制。 |                      |                                       |                                |
| 第4届 | 1930年4月1日－11日   |                                       | 杭州市梅东高桥                 |
| 这是中华民国成立后首次以政府名义组织的，全国体育协会筹办，戴季陶为会长，蔣中正为名誉会长并发表演讲。参赛单位首次分为：省、市、特区及华侨团体。增加女子组，始设女子田径。男子竞赛共8种锦标，女子竞赛4种锦标。前三名：江苏队、广东队、香港队。 |                      |                                       |                                |
| 第5届 | 1933年10月10日－20日 | 全运会筹委会                          | 南京市中央体育场               |
| 由政府單位“全运会筹委会”组织，增设国术、女垒、游泳锦标，田径锦标分为田赛和径赛锦标。江苏总分第一。这次运动会在田径上创造了一些较好的成绩，共打破21项田径、4项游泳全国纪录，如刘长春（100米，200米）。 |                      |                                       |                                |
| 第6届 | 1935年10月10日－20日 |                                       | 上海市上海市體育場             |
| 这是第一次按教育部颁布的《全国运动大会举行办法》举办的，运动的比赛规则、参赛办法均比历届规范。参赛单位：34个省、市及香港、菲律宾、马来亚、爪哇华侨，共38个代表队，2700多人。东三省选手在开幕式上身着黑色孝服，举象征白山黑水的黑白旗入场，以提醒國人不要忘記被日本佔領的東三省。江苏总分第一。这届全运会是中国体育史上一次空前的盛会。 |                      |                                       |                                |
| 第7届 | 1948年5月5日－16日   |                                       | 上海市上海市體育場             |
| 这届运动会首次参照奥运会惯例。参赛单位：32个省、市，陆、海、空三军、联勤、警察，香港以及檀香山、暹逻、菲律宾、马来亚、西贡、仰光等地华侨共58个代表队，2670人。男子总分前三名：香港、马来亚、菲律宾华侨队；女子前三：香港、臺灣、马来亚华侨队。这次运动会因为社会动荡，组织混乱，赛事纠纷不断，足球判出三个并列冠军：陆军队、警察队、香港队。 |                      |                                       |                                |

### 中華民國臺灣時期
- 臺灣省運動會自1946－1973年共舉辦過28屆賽事，每年一屆。

日本戰敗後，中華民國接收臺灣，臺灣省開始舉辦省內單獨的運動會。1949年國民政府播遷臺灣，之後全國性運動會便與臺灣省運動會合併。因此在1948年，中華民國曾舉辦過兩次運動會：在上海市的第7屆全國運動會與臺南市的第3屆臺灣省運動會。
| 屆數   | 年份   | 主辦縣市 | 日期               |
| ------ | ------ | -------- | ------------------ |
| 第1屆  | 1946年 | 臺北市   | 10月25日－10月31日 |
| 第2屆  | 1947年 | 臺中市   | 12月6日－12月12日  |
| 第3屆  | 1948年 | 臺南市   | 12月7日－12月13日  |
| 第4屆  | 1949年 | 臺北市   | 10月25日－10月29日 |
| 第5屆  | 1950年 | 高雄市   | 10月25日－10月31日 |
| 第6屆  | 1951年 | 臺北市   | 10月25日－10月31日 |
| 第7屆  | 1952年 | 屏東縣   | 10月25日－10月31日 |
| 第8屆  | 1953年 | 臺北市   | 10月25日－10月31日 |
| 第9屆  | 1954年 | 陽明山   | 10月25日－10月31日 |
| 第10屆 | 1955年 | 臺北市   | 10月25日－10月31日 |
| 第11屆 | 1956年 | 臺中市   | 10月25日－10月31日 |
| 第12屆 | 1957年 | 臺北市   | 10月25日－10月31日 |
| 第13屆 | 1958年 | 臺中市   | 10月25日－10月31日 |
| 第14屆 | 1959年 | 新竹縣   | 10月25日－10月31日 |

| 屆數   | 年份   | 主辦縣市 | 日期               |
| ------ | ------ | -------- | ------------------ |
| 第15屆 | 1960年 | 臺中市   | 10月25日－10月31日 |
| 第16屆 | 1961年 | 高雄市   | 10月25日－10月31日 |
| 第17屆 | 1962年 | 臺中市   | 10月25日－10月29日 |
| 第18屆 | 1963年 | 新竹縣   | 10月10日－10月14日 |
| 第19屆 | 1964年 | 臺中市   | 10月31日－11月4日  |
| 第20屆 | 1965年 | 臺中市   | 10月25日－10月29日 |
| 第21屆 | 1966年 | 屏東縣   | 10月25日－10月30日 |
| 第22屆 | 1967年 | 臺中市   | 10月26日－10月31日 |
| 第23屆 | 1968年 | 高雄市   | 10月31日－11月4日  |
| 第24屆 | 1969年 | 新竹縣   | 10月27日－10月31日 |
| 第25屆 | 1970年 | 臺南市   | 10月30日－11月3日  |
| 第26屆 | 1971年 | 嘉義縣   | 10月30日－11月4日  |
| 第27屆 | 1972年 | 臺中市   | 10月27日－10月31日 |
| 第28屆 | 1973年 | 桃園縣   | 10月19日－10月23日 |

- 後來更名為「臺灣區運動會」（1974－1998年），共舉辦過25屆賽事，每年一屆。

大會史上「最成功的區運會」為1992年，時任宜蘭縣縣長游錫堃以「區域振興」為目的、「鄉下人辦喜事」方式辦理臺灣區運動會。
時任臺灣省政府主席連戰於1990年10月同時核准兩年的區運承辦權：1992年宜蘭縣、1993年桃園縣。由於是中華民國歷史上第一次有民主進步黨籍縣長辦理區運，籌備時間只有兩年，加上宜蘭縣又是缺乏經費的小縣、體育成績不佳、沒有辦理經驗等，因此體育界、政治界都不看好。但是結果出人意料，該次區運被譽為「最省錢的區運會」。宜蘭縣區運獎牌數在未花錢挖角下，也從前一年的3面金牌躍升至22面金牌，成為依「人口比」全國金牌數第一名的縣市。
| 屆次   | 年份   | 主辦縣市 | 日期               |
| ------ | ------ | -------- | ------------------ |
| 第1屆  | 1974年 | 高雄市   | 10月26日－10月31日 |
| 第2屆  | 1975年 | 臺北市   | 10月19日－10月25日 |
| 第3屆  | 1976年 | 臺中市   | 10月31日－11月5日  |
| 第4屆  | 1977年 | 新竹縣   | 10月21日－10月25日 |
| 第5屆  | 1978年 | 臺南市   | 10月27日－10月31日 |
| 第6屆  | 1979年 | 臺北市   | 10月21日－10月25日 |
| 第7屆  | 1980年 | 嘉義縣   | 10月26日－10月30日 |
| 第8屆  | 1981年 | 桃園縣   | 10月26日－10月30日 |
| 第9屆  | 1982年 | 臺南市   | 10月26日－10月30日 |
| 第10屆 | 1983年 | 臺北市   | 10月22日－10月26日 |
| 第11屆 | 1984年 | 高雄縣   | 10月26日－10月30日 |
| 第12屆 | 1985年 | 彰化縣   | 10月26日－10月30日 |
| 第13屆 | 1986年 | 高雄市   | 10月25日－10月30日 |

| 屆次   | 年份   | 主辦縣市 | 日期               |
| ------ | ------ | -------- | ------------------ |
| 第14屆 | 1987年 | 臺北縣   | 10月26日－10月31日 |
| 第15屆 | 1988年 | 苗栗縣   | 10月26日－10月31日 |
| 第16屆 | 1989年 | 臺北市   | 10月26日－10月31日 |
| 第17屆 | 1990年 | 高雄市   | 10月26日－10月31日 |
| 第18屆 | 1991年 | 臺中市   | 10月25日－10月30日 |
| 第19屆 | 1992年 | 宜蘭縣   | 10月26日－10月31日 |
| 第20屆 | 1993年 | 桃園縣   | 10月26日－10月31日 |
| 第21屆 | 1994年 | 臺北市   | 10月25日－10月30日 |
| 第22屆 | 1995年 | 高雄市   | 10月24日－10月29日 |
| 第23屆 | 1996年 | 屏東縣   | 10月24日－10月29日 |
| 第24屆 | 1997年 | 嘉義縣   | 10月21日－10月26日 |
| 第25屆 | 1998年 | 臺南縣   | 10月24日－10月29日 |

- 臺灣省經修憲虛級化後更名「全國運動會」（1999年至今），每兩年舉辦一屆。

| 屆次   | 年份   | 主辦縣市               | 日期               |
| ------ | ------ | ---------------------- | ------------------ |
| 第1屆  | 1999年 | 桃園縣                 | 12月25日－12月30日 |
| 第2屆  | 2001年 | 高雄縣、高雄市、屏東縣 | 10月20日－10月25日 |
| 第3屆  | 2003年 | 臺北縣                 | 10月18日－10月23日 |
| 第4屆  | 2005年 | 雲林縣                 | 10月15日－10月20日 |
| 第5屆  | 2007年 | 臺南市                 | 10月20日－10月25日 |
| 第6屆  | 2009年 | 臺中市                 | 10月24日－10月29日 |
| 第7屆  | 2011年 | 彰化縣                 | 10月22日－10月27日 |
| 第8屆  | 2013年 | 臺北市                 | 10月19日－10月24日 |
| 第9屆  | 2015年 | 高雄市                 | 10月17日－10月22日 |
| 第10屆 | 2017年 | 宜蘭縣                 | 10月21日－10月26日 |
| 第11屆 | 2019年 | 桃園市                 | 10月19日－10月24日 |
| 第12屆 | 2021年 | 新北市                 | 10月16日－10月21日 |
| 第13屆 | 2023年 | 臺南市                 | 10月21日－10月26日 |
| 第14屆 | 2025年 | 雲林縣                 | 10月18日－10月23日 |

## 會旗介紹
中華民國全國運動會的會旗設計者為王振富先生，其設計理念如下：
以中華民國國旗的青天、白日、滿地紅為主色澤，再構成一個梅花造型，象徵繼往開來的獨特風格形象。整個型態表現出一個動態的大滾球不停的運轉著，也不斷的締造無限的希望與輝煌的佳績，發揮各族心連心與體育文化的相互交流。

## 競賽成績
詳細請見外部連結各屆年度報告書

## 各年度獎牌統計（僅統計1999年以後）
詳細請見外部連結各屆年度報告書

## 外部連結
- 教育部體育署 （页面存档备份，存于）

- 88年全國運動會成果報告 （页面存档备份，存于）
- 90年全國運動會成果報告 （页面存档备份，存于）
- 92年全國運動會成果報告 （页面存档备份，存于）
- 94年全國運動會成果報告 （页面存档备份，存于）
- 96年全國運動會成果報告 （页面存档备份，存于）
- 98年全國運動會成果報告 （页面存档备份，存于）
- 100年全國運動會成果報告 （页面存档备份，存于）
- 102年全國運動會成果報告 （页面存档备份，存于）
- 104年全國運動會成果報告 （页面存档备份，存于）
- 106年全國運動會成果報告 （页面存档备份，存于）
- 108年全國運動會成果報告 （页面存档备份，存于）
- 110年全國運動會成果報告書 （页面存档备份，存于）